# Harry Flanaghan
Henry Nixon Flanaghan (1896 – 1938) là một cầu thủ bóng đá người Anh thi đấu ở vị trí tiền vệ chạy cánh.